# لانغدون غيلكي
لانغدون غيلكي (بالإنجليزية: Langdon Brown Gilkey)‏ هو عالم عقيدة أمريكي، ولد في 9 فبراير 1919 في شيكاغو في الولايات المتحدة، وتوفي في 19 نوفمبر 2004 في شارلوتسفيل في الولايات المتحدة بسبب التهاب السحايا.